# I. Oszmán oszmán szultán
I. Oszmán, melléknevén al-Gázi ("a hódító"), (Söğüt, 1259 – Söğüt, 1326) az Oszmán Birodalom alapítója és első uralkodója 1299-től.

## Élete
Szukut faluban (Bithynia) született Ertuğrul turkoman főnök fiaként 1259-ben. Édesapjától 1281-ben a bej címet örökölte, mint Söğüt falu vezére. Az Eskenderum törzs és az Eskişehir falu (törökül: Régi Város) meghódításával született meg a Birodalom 1301 és 1303 között[forrás?], és Oszmán 1299-ben felvette a szultán címet. A nomád törzs tőle nyerte az "oszmánok" nevét. A bizánci Yenişehir (Új Város) elestével a törökök készen álltak meghódítani Bursa és Nikaia városaikat is.[forrás?] Oszmán 1326-ban halt meg köszvényben, abban az évben, amikor a két város elesett. Halála után a ghazi (szent iszlám harcos) címet kapta.[forrás?]

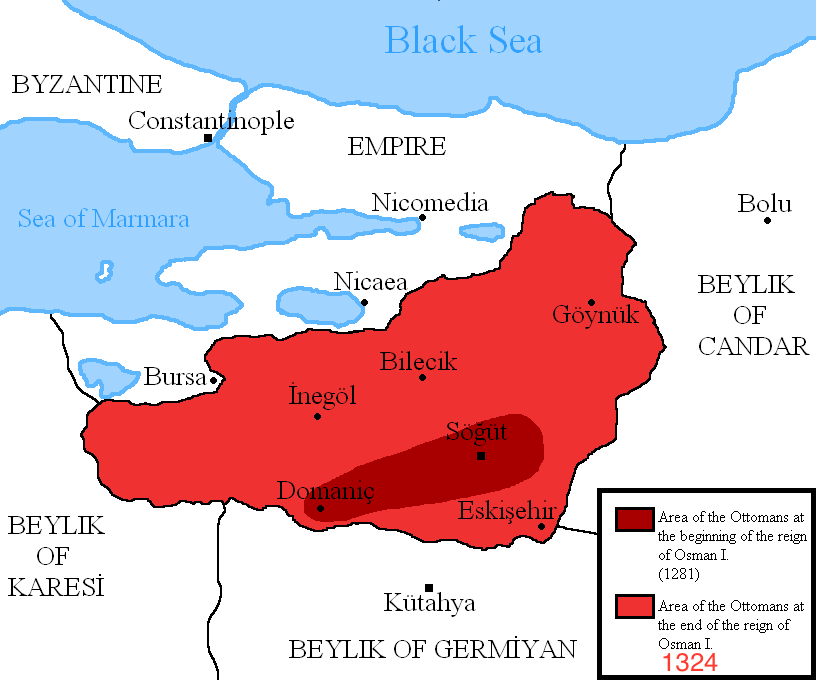
Oszmán hódításai (világos pirossal)

A trónon fia, Orhán követte.

## Gyermekei
Oszmán házastársai Rabia Bala Hatun és Malhun Hatun. Gyermekei:
- Orhán (1281/1284 – 1362 márciusa)
- Alaeddin pasa (? – 1332)